# Alexander Saran
Alexander Saran (* 1968 in München) ist ein deutscher Fernsehregisseur und Dokumentarfilmer.

## Leben
Alexander Saran wurde 1968 in München als erster Sohn des Physikers Manfred Saran und der österreichischen Architektin Hedda Saran geboren. Er studierte Politische Wissenschaften, Psychologie, Geschichte und Germanistik an der Ludwig-Maximilians-Universität München mit Magister als Abschluss. Seit 1997 arbeitet er als freier Autor und Regisseur u. a. für das Bayerische Fernsehen, die ARD und Servus TV.
2001–2002 war er als Creative Director für Liga Disney Channel (Premiere) tätig.
Alexander Saran lebt in München und ist – neben seiner Arbeit als Drehbuchautor und Regisseur – als Dozent für Prime-Time-Dokumentationen und Moderations-Coaching tätig und projektiert Imagefilme u. a. für das Naturkundemuseum Bayern.
Seit 2017 wirkt er als Regisseur und mitunter Drehbuchautor an dem Servus-TV-Format Österreichische Hotel-Legenden mit, das auch von der Fernsehkritik gelobt wurde.

## Auszeichnungen
- 2007 Bronzener Columbus
- 2009 Silberner Columbus

## Filmografie (Auswahl)
- 2009: Öd mit Annett Segerer, Hermann Scheuringer
- 2009: Im Herrgottswinkel mit Annett Segerer, Hermann Scheuringer
- 2010–2012: Weinwunder Deutschland - Stuart Pigotts Entdeckungsreisen (3 Staffeln) mit Stuart Pigott
- 2012: Blaues Blut und Grüner Daumen mit Ursula Freifrau von Luttitz, Marianne Fürstin zu Sayn-Wittgenstein-Sayn, Angela Fürstin Fugger von Glött, Ignaz Graf Toerring-Jettenbach, Phillip Fürst zu Hohenlohe-Langenburg u. a.
- 2012: Starkes Bier und starke Sprüche mit Max Schmidt, Sandra Rieß, Angela Ascher, Luise Kinseher u. v. a
- 2014: Mensch Otto mit Thorsten Otto: Christian Ulmen, Jan Josef Liefers, Florian David Fitz, Bettina Zimmermann
- 2014: Woidboyz in Town - Passau
- 2014: Seppl und Saupreiss mit Caroline Korneli, Florian Wagner, Michael Sailer
- 2015: Edles Blech und scharfe Kurven mit Nina Hartmann, Nina Proll, Gregor Bloéb, Herbert Pixner, Hubertus Prinz zu Hohenlohe
- 2015: Opern auf Bayerisch mit Michael Lerchenberg, Conny Glogger, Gerd Anthoff
- 2016: Held meines Lebens - Doris Dörrie
- 2016: Die Bier-Rebellen
- 2016: Die fränkischen Wein-Rebellen
- 2017: BIOTOPIA - Naturkundemuseum Bayern
- 2017: In der Welt der Straßendörfer
- 2017: Küss die Hand - Hinter den Kulissen mit Monika Gruber und Viktor Gernot
- 2017: Österreichische Hotel-Legenden  (1. Staffel, 6 Folgen)
- 2017: La Scala! Hinter den Kulissen des Freischütz mit Myung-Whun Chung, Matthias Hartmann, Eva Liebau, Günther Groissböck
- 2017: Die bayerischen Bremer Stadtmusikanten von und mit Heinz-Josef Braun, Stefan Murr
- 2017: Käfer Mary und die Kakerlaken-Mafia - ein Insektenkrimi von und mit Heinz-Josef Braun, Stefan Murr, Johanna Bittenbinder
- 2018: Österreichische Hotel-Legenden  (2. Staffel, 3 Folgen)
- 2018: Die Erfindung Bayerns (2 Folgen) mit Angela Ascher, Ilse Aigner, Uli Hoeneß, Christian Stückl, Christian Ude, Richard Loibl, Cornelia Ganß, Andreas Steinfatt, Konstantin Wecker, Christian Blümelhuber, Buch: Christian Springer
- 2018: Österreichische Hotel-Legenden  (3. Staffel, 3 Folgen)
- 2018: Joy to the world - Songs und Lieder zur Weihnachtszeit. Mit Howard Arman (musikalische Leitung & Moderation), Pavol Breslik (Solo-Tenor), dem Chor des Bayerischen Rundfunks  und dem Münchner Rundfunkorchester

- 2019 Österreichische Hotel-Legenden  (4. Staffel, 3 Folgen)
- 2019 Österreichische Hotel-Legenden  (5. Staffel, 3 Folgen)
- 2019 Die Rückkehr des Königs mit Angela Ascher, Sunnyi Melles, Thomas Gottschalk, Luise Kinseher, Ali Güngörmüs,
- 2020 Österreichische Hotel-Legenden  (6. Staffel, 3 Folgen)
- 2020 Schlösser, Burgen, Blaues Blut (3 Folgen) mit Gräfin Alix de la Poizee D’Harambure, Cajetan Gril du Guern, Gräfin Theresita Wilczek, Fürstin Anita von Hohenberg, Graf Markus Hoyos, Gräfin Petra Hoyos, Graf Andreas von Bardeau, Graf Karl von Khevenhüller-Metsch, Prinzessin Annemarie von und zu Liechtenstein, S. D. Dr. Prinz Emanuel von und zu Liechtenstein, Peter Graf Goess, Leopold Graf Goess, Ulrich Graf von Goess-Enzenberg
- 2020 Die Hollerstauden - Drei Dirndl auf dem Weg zum Ruhm mit Die Hollerstauden
- 2020 Restaurant-Legenden (1. Staffel, 4 Folgen) mit Markus Mraz, Konstantin Filippou, Alain Weissgerber, Andreas Döllerer, Eveline Wild, Lisl Wagner-Bachner, Thomas Dorfer
- 2021 Senta Berger - Die Schauspiel-Ikone im Gespräch mit Senta Berger
- 2021 Der Hof meines Vertrauens (3 Folgen)
- 2021 Verena Altenberger - Salzburgs neue Buhlschaft mit Verena Altenberger
- 2021 Restaurant-Legenden (2. Staffel, 3 Folgen) mit Juan Amador, Norbert Niederkofler, Birgit Reitbauer, Heinz Reitbauer, Paul Ivic, Richard Rauch, Philipp Rachinger
- 2022 Oberammergauer Passionsspiele 2022 Langzeitdokumentation mit Christian Stückl, Abdullah Karaca